# Kipyegon Bett
Kipyegon Bett (ur. 1 lutego 1998, zm. 6 października 2024 w Bomet) – kenijski lekkoatleta specjalizujący się w biegu na 800 metrów.
W 2015 został wicemistrzem świata juniorów młodszych w Cali oraz zdobył srebrny medal igrzysk Wspólnoty Narodów młodzieży. W 2016 został mistrzem świata juniorów w Bydgoszczy. Srebrny medalista IAAF World Relays (2017). W tym samym roku zdobył brąz podczas światowego czempionatu w Londynie.
Rekord życiowy: 1:43,76 (3 września 2016, Berlin).

## Osiągnięcia
| Rok  | Impreza                               | Miejsce   | Konkurencja             | Lokata     | Wynik   |
| ---- | ------------------------------------- | --------- | ----------------------- | ---------- | ------- |
| 2015 | Mistrzostwa Afryki juniorów młodszych | Réduit    | bieg na 800 metrów      | 1. miejsce | 1:51,67 |
| 2015 | Mistrzostwa świata juniorów młodszych | Cali      | bieg na 800 metrów      | 2. miejsce | 1:45,86 |
| 2015 | Igrzyska Wspólnoty Narodów młodzieży  | Apia      | bieg na 800 metrów      | 2. miejsce | 1:46,15 |
| 2016 | Mistrzostwa świata juniorów           | Bydgoszcz | bieg na 800 metrów      | 1. miejsce | 1:44,95 |
| 2017 | IAAF World Relays                     | Nassau    | sztafeta 4 × 800 metrów | 2. miejsce | 7:13,70 |
| 2017 | Mistrzostwa świata                    | Londyn    | bieg na 800 metrów      | 3. miejsce | 1:45,21 |